# فيليكس ماغواير
فيليكس ماغواير (بالإنجليزية: Felix McGuire)‏ هو سياسي نيوزلندي، ولد في 1847، وتوفي في 1915. انتخب عضو مجلس النواب النيوزيلندي.